# Руже де Лиль, Клод Жозеф
Клод Жозе́ф Руже́ де Лиль (фр. Claude Joseph Rouget de Lisle; 10 мая 1760, Лон-ле-Сонье, Франш-Конте — 26 июня 1836, Шуази-ле-Руа, департамент Сена и Уаза) — французский поэт и композитор, в 1792 году написавший слова и музыку для революционного гимна «Марсельеза».

## Биография
Клод-Жозеф Руже де Лиль — старший из восьми детей Клода-Игнатия Руже и Жанны-Мадлены Гайанд — родился 10 мая 1760 года в Лон-ле-Сонье (ныне департамент Юра). Его родители были состоятельные буржуа.
Влечение к музыке у него обнаружилось уже в раннем детстве. Отец готовил его для поступления в военную школу и с этой целью его отдали в местный коллеж. Ему разрешили заниматься музыкой только в тех пределах, которые нужны для любительской игры на скрипке, что молодым людям из «хорошей семьи» предписывалось модой того времени.
В 1776 году он поступил в военную Королевскую инженерную школу в Мезьере. Поступление это потребовало прибавления дворянской частицы «де».
Закончив военную школу в 1782 году Руже де Лиль стал военным инженером и дослужился до звания капитана. Песня, обессмертившая его имя, Марсельеза, была написана в Страсбурге, где в апреле 1792 года была расквартирована его часть. Первая часть песни называлась Chant de guerre de l’armée du Rhin («Боевая песня Рейнской армии»), а название «Марсельеза» получил позднее благодаря политику Шарлю Жану Мари Барбару, уроженцу Марселя.
Оставаясь конституционным монархистом, он не был согласен с провозглашением 21 сентября 1792 г. Конвентом республики, и тем более с судом над Людовиком XVI, закончившимся его казнью (21 января 1793 г.). Когда к власти пришли монтаньяры (2 июня 1793 г.), Руже де Лиль оказался в числе «подозреваемых» и попал в тюрьму во время террора, но избежал гильотины.
В 1795 году, после падения Робеспьера 9 термидора II года, по приказу генерала Гоша он был направлен в Армию берегов Бреста и боролся против шуанов и эмигрантов во время Киберонской экспедиции (июнь-июль). Вышел в отставку в 1796 году и вернулся в Лон-ле-Сонье.
Руже де Лилю не удалось получить литературную известность и пришлось довольствоваться «подённым» трудом (предисловия, переводы английских произведений, мемуары). В наполеоновский период он руководил компанией, поставлявшей продовольствие для армий. Руже де Лиль проявил полную враждебность к созданию империи в 1804 году и даже осмелился написать Наполеону: «Бонапарт, вы теряете себя, и что еще хуже, вы теряете с собой Францию!».
В 1814 г. во время первой Реставрации Бурбонов, Руже де Лиль написал песню «Да здравствует король!» (фр. Vive le Roi!, также известна как фр. Chant de Jura), прославляющую французскую монархию.
Руже де Лиль написал несколько других песен на манер «Марсельезы», которые опубликовал в 1825 году в сборнике Chants français (Французские песни), где также было около 50 песен разных авторов, музыку к которым написал Руже де Лиль. Его Essais en vers et en prose (Эссе в стихах и прозе), написанное в 1797 году, содержат:
- текст «Марсельезы»;
- рассказы Adelaide et Monville о сентиментальном ребёнке;
- несколько других стихотворений.

Руже перевёл на французский басни И. А. Крылова, в частности, басню «Гуси». Руже входил в движение сен-симонистов, написал для них «Гимн индустриалов». В конце жизни жил в крайней нищете, проживал в Шуази-ле-Руа, где и скончался.
Его прах был перенесён из Шуази-ле-Руа в дом Инвалидов в Париже 14 июля 1915 и был похоронен рядом с Наполеоном.

## Образ в кино
- «Наполеон» (немой, Франция, 1927) — актёр Харри Кример[англ.]